# Hypolimnas rufanalis
Hypolimnas rufanalis är en fjärilsart som beskrevs av Jinhaku Sonan 1929. Hypolimnas rufanalis ingår i släktet Hypolimnas och familjen praktfjärilar. Inga underarter finns listade i Catalogue of Life.